# Josip Juranović
Josip Juranović (ur. 16 sierpnia 1995 w Zagrzebiu) – chorwacki piłkarz, występujący na pozycji obrońcy. Reprezentant Chorwacji, brązowy medalista Mistrzostw Świata 2022.

## Kariera klubowa
Wychowanek NK Croatia Sesvete i NK Dubrava, swoją seniorską karierę rozpoczął NK Dubrava, by w 2015 zostać zawodnikiem chorwackiego klubu Hajduk Split.
31 lipca 2020 podpisał trzyletni kontrakt z polskim klubem Legia Warszawa. Pierwszą bramkę dla warszawskiego zespołu zdobył 21 października 2020, w wygranym 2:1 meczu ze Śląskiem Wrocław. 21 sierpnia 2021 został sprzedany do szkockiego Celticu F.C., za około 3 miliony euro, a w styczniu 2023 odszedł do niemieckiego klubu 1. FC Union Berlin.

## Kariera reprezentacyjna
W reprezentacji Chorwacji zadebiutował 14 stycznia 2017 na stadionie Guangxi Sports Centre w Nanning, w przegranym po rzutach karnych 4:5 meczu towarzyskim z Chinami. Reprezentował swój kraj na Mistrzostwach Europy 2020 oraz na Mistrzostwach Świata 2022. Został brązowym medalistą w drugim turnieju.